# ジャージーの戦い
ジャージーの戦い （英: Battle of Jersey）は、アメリカ独立戦争中の1781年1月6日に,
フランス軍がジャージーを侵略し、アメリカの船舶に与えられていたイギリスからの脅威を除こうとした試みだった。ジャージーはイギリスによる私掠船の基地として使われていた。フランスはアメリカの同盟国としてこの戦争に参入し、ジャージー島を支配するために遠征軍を派遣した。この遠征は最終的に失敗し、その指揮官フィリップ・ド・ルルクール男爵は戦闘で受けた傷がもとで死んだ。

## 侵略の動機
ジャージーはフランス海岸から僅か14マイル (22 km) しか離れておらず、フランスの海軍基地があるブレストへ海上から補給する主要経路沿いにあったので、イギリスとフランスが戦争をする時には常に戦略的に重要な位置となっていた。数多い私掠船が島から出撃し、フランスの商船には脅威となっていた。ジャージーの私掠船はアメリカ大陸沿岸でもイギリス海軍を支援する活動を行っていた。フランス政府はこの脅威を無くすことにした。さらに当時、ジブラルタルが包囲戦の最中にあった。当時のイギリスの新聞に拠ると、ジャージーへの攻撃はイギリスの注意をジブラルタルから逸らし、包囲戦から軍事資源を割かせる意図があった。

## ジャージーの防御
イギリス政府はジャージーの軍事的重要性に気付いており、この島を強固に要塞化するよう命令を出していた。砲台、砦および稜堡が海岸を巡って建設されていた。地元民兵隊であるジャージー島民兵隊は3,000名ほどの民兵を5個連隊に編成していた。これには砲兵隊と竜騎兵隊も含まれていた。これにイギリス正規軍第95、第83各歩兵連隊と第78スコットランド連隊、さらに約700名の「アンバリッド」（半退役の予備役）で補われ、総勢力は約9,250名になっていた。海軍力である「ジャージー戦隊」もこの島を基地としていたが、この侵略があったときはオランダに対する巡航に出ていた。

## フランス軍の作戦

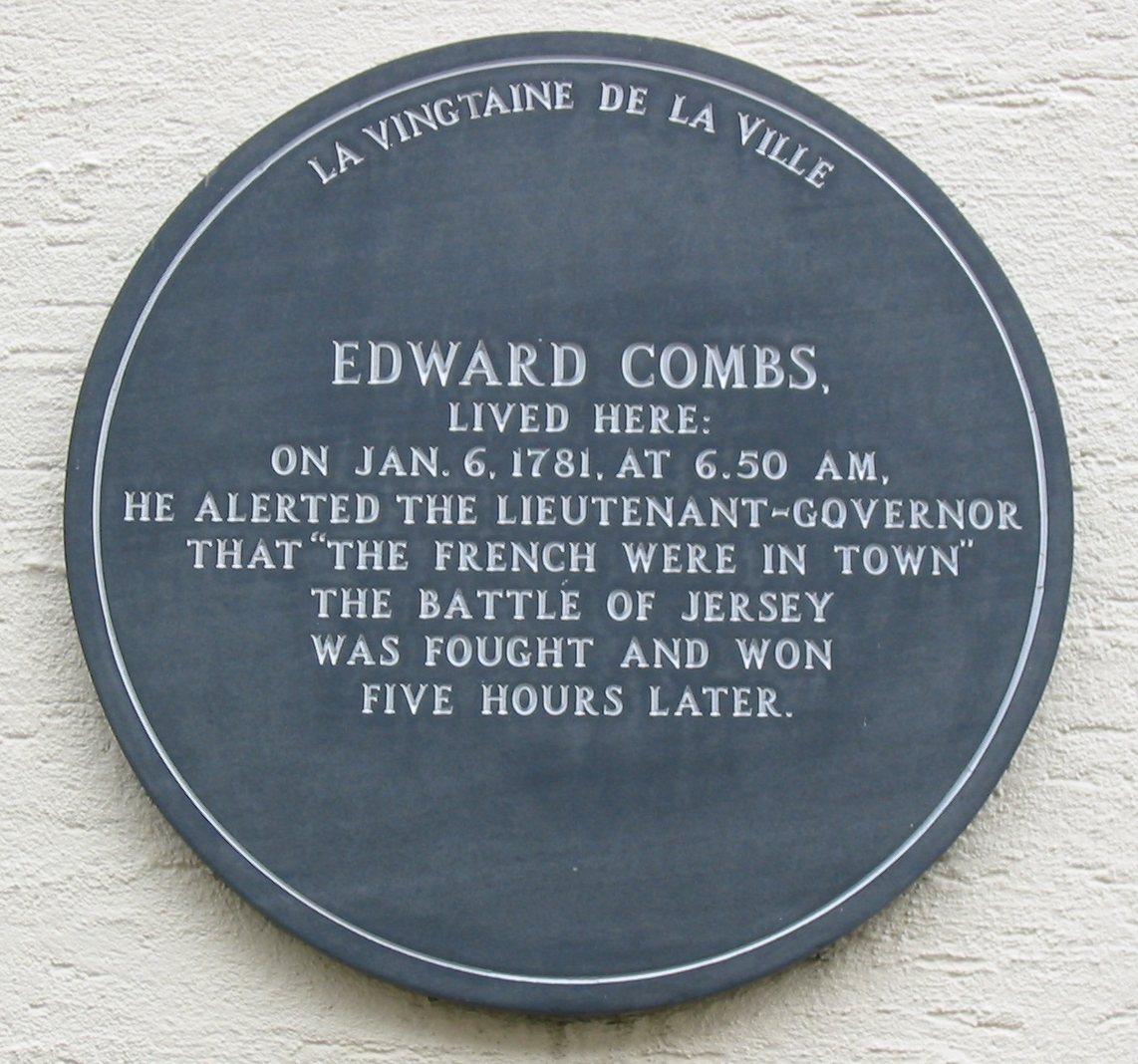
セント・ヘリアにある銘板、警鐘を発したエドワード・コームの家を示している

フランス軍は、ジャージーへの攻撃が資源の無駄遣いであり、成功したとしてもその支配は長続きしないことを心配していたが、政府はフィリップ・ド・ルルクール男爵が提出した作戦を承認した。ド・ルルクールは冒険家でありフランス軍の大佐だった。フランス国王ルイ16世はド・ルルクールがジャージーの首都セント・ヘリアを占領すれば直ぐに、将軍の位とコルドンルージュ勲章を与えることを約束した。副司令官はプリンス・エミールというインドの王子であり、インドでの戦争でイギリスに連れて来られ、他のフランス捕虜と共にフランスに送られてからはフランス軍に従軍していた。イギリス軍のある軍人がエミールについて「彼は全く野蛮人のように見え、その会話もそうである。もし我々の運命が彼にかかるならば、最も不愉快なことになるだろう。彼はフランスの将軍にあらゆるものを荒らしまわり、町には火をつけて血に訴えるよう助言した」と記していた。
公式にはこの遠征隊は民間のものだった。しかし資金、装備、輸送手段および兵士は政府が提供した。政府はこの作戦に関与していることを隠すために、数百名の正規兵にド・ルルクールの部隊に「脱走」を命じることまでしていた。
1781年1月5日、5個師団約2,000名の遠征隊が出発した。1月6日はジャージーにおける「オールド・クリスマス・ナイト」を祝っている時であり、フランス軍は探知されずに上陸できた。先ず800名の部隊がグルービルのラロックに上陸し、守備隊に気付かれずにその横を通り過ぎた。あるフランス軍士官は守備隊の下で睡眠までとったが、守備兵はフランス軍の物音に気付かなかったとすら言っていた。ここの守備兵は戦闘後に審判に付され、酒を飲むためにその持ち場を離れていたことが分かった。フランス軍第1師団はその夜の大半をそこに留まっていた。400名の第2師団は上陸するときに岩場で完全に失われた。第3師団600名を乗せた船は本隊と離れてしまい、合流できなかった。第4師団200名は翌朝早くにラロックに上陸した。島に上陸したフランス軍の総勢は約1,000名となり、戦闘に投入できると考えていた勢力の半分になった。

## 前哨戦

### セント・ヘリアでのフランス軍
1781年1月6日朝の6時から7時、第1師団は町の大半が眠っている間に市場にキャンプを設営した。8時頃、フランス軍偵察隊がル・マノワール・ド・ラ・モットにあった知事官舎で眠っていたモーゼス・コルベット知事を急襲した。ド・ルルクールは、数千のフランス軍がジャージーを占領したことをコルベットに理解させ、もし守備隊が降伏しなければ町を焼き、住民を襲うと脅した。コルベットは事情が掴めぬままに降伏した。コルベットは王立広場の王立裁判所ビルに連れて行かれ、エリザベス城の指揮官マルキャスター大尉とセントピーター兵舎の24歳の少佐フランシス・ピアソンにも降伏を命令するように仕向けられた。

### イギリス軍の準備

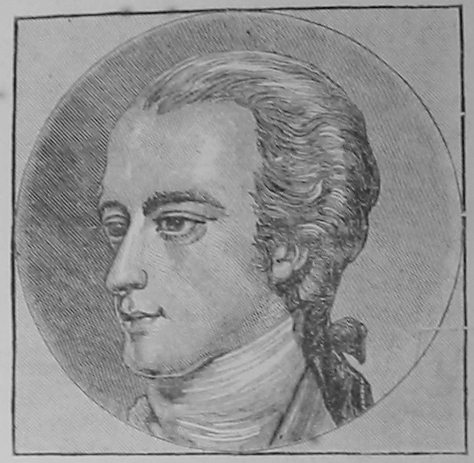
ピアソン少佐

イギリス軍と民兵はモンテ・ペンデュ（現在はウェストマウントと呼ばれている）に集結し、2,000名の兵士を掌握したピアソン少佐は丘を登って攻撃を掛ける決断をした。市場にキャンプを張っていたフランス軍は町の大砲を捕獲して市場から様々な方向に向けて据え、向かってくるイギリス軍を止められるようにした。しかし、フランス軍は榴弾砲を見つけられなかった。イギリス軍はフランス軍を目撃した人々から、その勢力が800名か900名に過ぎないことを知った。フランス軍はコルベットをエリザベス城に送って降伏を勧めたが拒絶された。続いてこの城からフランス軍に向かって大砲を放ち、2、3人の兵士を殺した。
第78スコットランド連隊がモン・ド・ラ・ビル（現在のリージェント砦がある所）を抑えるよう派遣され、フランス軍が逃亡しようとした時にその退路を抑えられるようにした。ピアソン少佐は第78連隊がそこに付いた頃合を見はかり、配下の部隊に丘に登ってフランス軍に攻撃を掛けるよう命令した。しかしイギリス軍はその丘で停止させられた。ド・ルルクールがコルベットを派遣して降伏条件を伝えさせ、イギリス軍が署名しなければフランス軍が30分以内に町を荒らすことを伝えさせたからだった。イギリス軍はその勢力が優勢だったのでその申し出を拒否し、第83歩兵連隊とグルービルの東連隊の一部もこれに倣った。ド・ルルクールがこの回答を受け取ったとき、「彼らが降伏したくないのだから、私は死にに来たということだ」と言ったと伝えられている。

## 戦闘

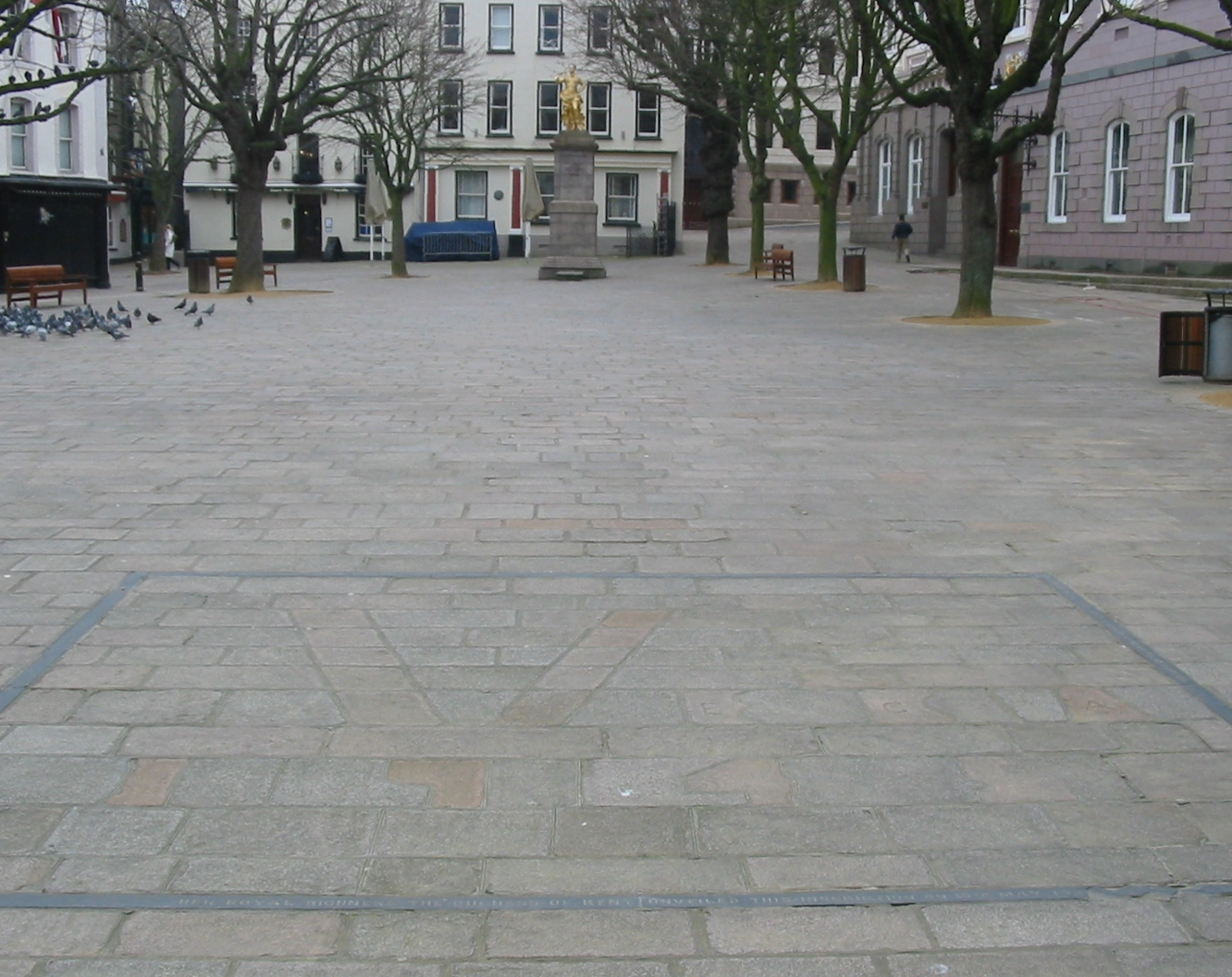
ジャージーの戦いが行われた王立広場の現在の姿

攻撃が始まった。グランデ・ルーにいたイギリス軍には第78連隊、セントローレンス大隊、南東連隊およびサンジャン中隊などが含まれていた。第95歩兵連隊と民兵隊の残りは別の街路を進んだ。イギリス軍は街中での戦闘には数が多過ぎたので、後にその3分の1も居ればフランス軍を倒すのに十分だったと言う兵士もいた。多くのイギリス兵は混乱しており、銃を放つ機会も無く、空に向かって発砲して銃を空にした。
フランス軍の抵抗は短時間のものであり、戦闘の大半は15分間ほどのものだった。フランス軍は配置に付かせていた大砲を1度か2度発砲させただけだった。イギリス軍はグランデ・ルーで市場の真向かいに榴弾砲を据え、あるイギリス兵の記憶に拠れば、その榴弾砲の砲弾が放たれる毎にが「フランス軍の周囲を全て浚った」。ピアソン少佐と第95歩兵連隊はアベニュー・デュ・マルシェの方向に前進した。イギリス軍が勝利を収めようというまさにその時に、ピアソン少佐が心臓にマスケット銃弾を受けて戦死した。それでもその部隊は戦闘を続けた。ド・ルルクールが負傷した時にフランス兵は戦うことを諦め、その武器を投げ出して逃亡を始めた。しかし市場の建屋に到着した者はそこから発砲を続けた。
ド・ルルクールはコルベットを通じて、フランス軍はラロックに2個大隊と砲兵中隊がいることをイギリス軍に伝えさせた。らロックは町から15分の行程内にあった。イギリス軍はそこに居る勢力が200名足らずであることを知っていたので怯まなかった。第83連隊の近衛擲弾兵45名が140名のフランス兵に対抗しているところに東連隊の一部が到着し、その後はフランス軍が敗れて70名が捕虜になり、30名が戦死または負傷した。フランス軍の残り部隊は田園部を抜けて散開し船に辿りついたが、その間に捕獲された者もいた。

## 戦いの後

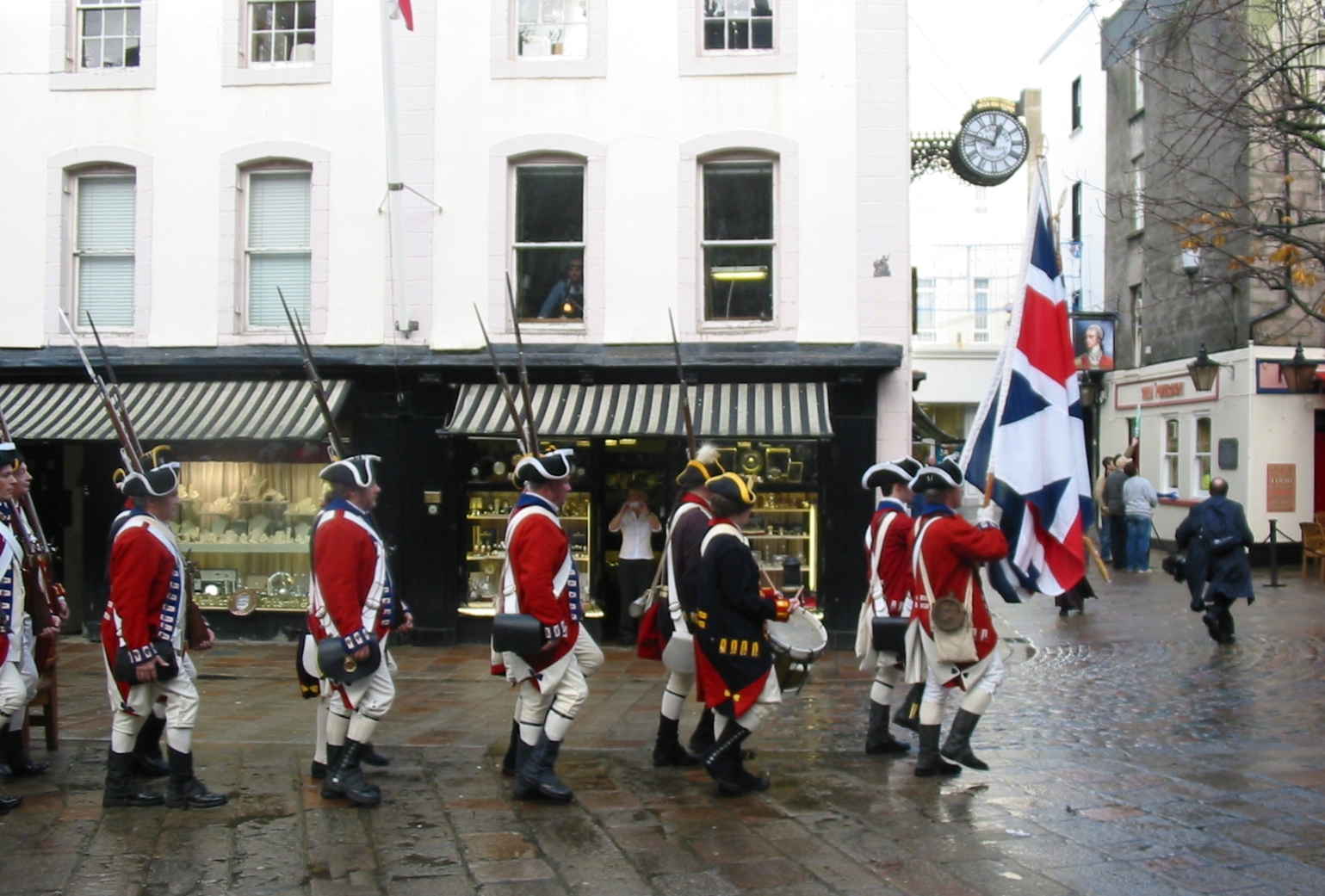
1781年の民兵隊の再演。2007年1月6日の記念式典で行われたときの写真。右手にはド・ルルクール男爵が死んだレリエ医師の家がある。現在はピアソンというパブになっている。

### 結果
イギリス軍はその日に600名の捕虜を捕まえ、イングランドに送致した。イギリス軍の損失は約30名が戦死したことだった。ド・ルルクールは負傷し、翌日に死んだ。
イギリス軍の中に裏切り者がいたという評判があった。ド・ルルクールは要塞、塔、大砲などの配置図を所有しており、ジャージーに友人が居なければここに来ることもなかっただろうと言われた。フランス軍はイギリス正規軍と民兵隊の勢力やそれを指揮する指揮官の名前までを正確に知っていた。ド・ルルクールの行李に見つかった文書にはジャージーの住人ル・ゲイトという名前が記されており、ル・ゲイトは後に他の容疑者と共に逮捕された。
この戦闘後、島の守りを固めるために海岸周辺に30か所の塔が建設された。

### 絵画
ジョン・シングルトン・コプリーが「ピアソン少佐の戦死」という劇的場面の絵画を制作した。この絵画は現在テート・ギャラリーに収められ、ジャージーの10ポンド紙幣に採用されている。